# Rudolf Rechsteiner

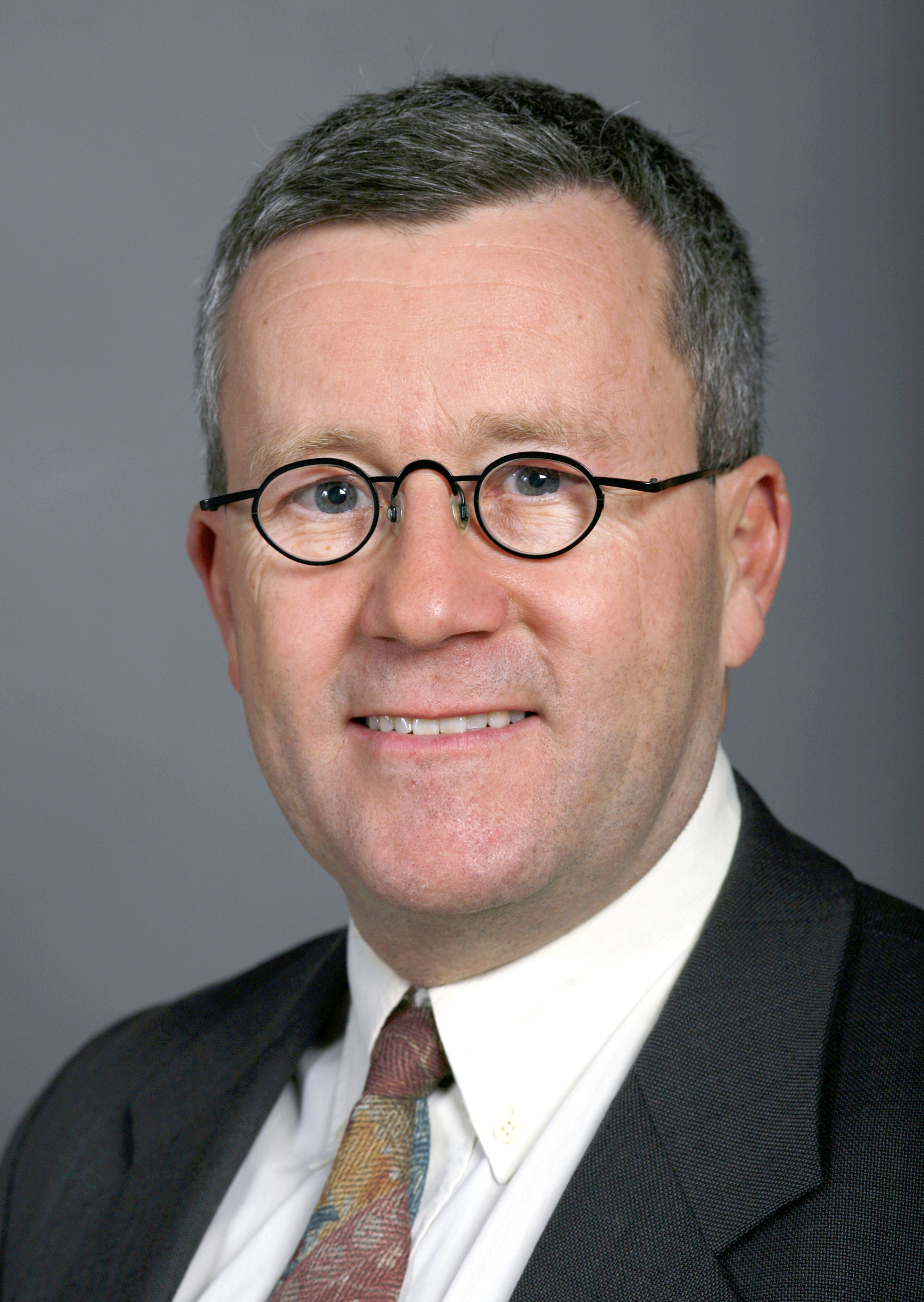
Rudolf Rechsteiner

Rudolf (Ruedi) Rechsteiner (* 27. Oktober 1958 in Basel) ist ein Schweizer Politiker (SP). Er war Mitglied des Schweizerischen Nationalrats und zuletzt des Grossen Rates von Basel.

## Leben
Rechsteiner schloss 1977 am Gymnasium am Münsterplatz die Matur ab, danach studierte er Ökonomie, Politik und Soziologie an den Universitäten Basel und Genf. Von 1982 bis 1985 war Rechsteiner Wirtschaftsredaktor bei der Basler Zeitung, danach bis 1991 Abteilungsleiter beim Sanitätsdepartement Basel-Stadt. 1986 promovierte er zum Doktor, 1988 wurde er in den Grossen Rat, dem baselstädtischen Kantonsparlament, gewählt, dem er bis 1999 angehörte. Von den Wahlen 1995 bis zu seinem Rücktritt im Mai 2010 war Rechsteiner Mitglied des Nationalrats. Sein Nachfolger wurde Beat Jans. Im Februar 2013 wurde Rechsteiner wieder in den Grossen Rat des Kantons Basel-Stadt gewählt. In diesem blieb er Mitglied bis im Jahr 2017.
Rechsteiner ist Präsident der Schweizerischen Stiftung für Entwicklungszusammenarbeit Swissaid und Mitglied von amnesty international und anderen diversen linksorientierten Organisationen (z. B. betreffend Atomenergie). Rechsteiner ist bekannt durch sein Engagement zur Produktion erneuerbarer Energie.
Rechsteiner ist verheiratet und hat zwei Söhne.

## Politik
Am 12. Februar 2014 erregte Rechsteiner schweizweit Aufmerksamkeit durch seine Forderung, nochmals über die am Sonntag zuvor durch die Bevölkerung angenommene Eidgenössische Volksinitiative «Gegen Masseneinwanderung» abstimmen zu lassen.

## Schriften (Auswahl)
- mit Daniela Gloor: Das 200-Milliarden-Geschäft. Pensionskassen in der Schweiz. Eine Einführung in die Probleme der "2. Säule" für Versicherte und Stiftungsräte. Unionsverlag, Zürich 1984, ISBN 3-293-00074-6.
- Auswirkungen der obligatorischen 2. Säule aus der Sicht des Versicherten. Eine ökonomische Analyse aktueller Probleme der beruflichen Vorsorge. [S.n.], [s.l.] 1986. (Diss. Staatswiss. Basel).
- Umweltschutz per Portemonnaie. Wege zur sauberen Wirtschaft. Unionsverlag, Zürich 1990, ISBN 3-293-00165-3.
- Sozialstaat Schweiz am Ende? Unionsverlag, Zürich 1998, ISBN 3-293-00252-8.
- Grün gewinnt. Die letzte Ölkrise und danach. Orell Füssli, Zürich 2003, ISBN 3-280-05054-5.
- 100 Prozent erneuerbar. So gelingt der Umstieg auf saubere, erschwingliche Energien. Orell Füssli, Zürich 2012, ISBN 978-3-280-05465-9.